# もりた毬太
もりた 毬太（もりた まりた、12月2日 - ）は日本の漫画家・漫画原作者。

## 略歴
東京都八王子市出身。2001年、宝島社の「CUTiE Comic」にてモリ田マリ太名義でデビュー。2004年に読売テレビの「マルチなあいつ!」に準レギュラーとして出演し、番組内で企画された劇団に所属して初舞台を踏み、さらに2005年からミュージカルカンパニー・ソワレに所属して舞台出演を重ねた。2007年にペンネームをもりた毬太として小学館のヤングサンデー増刊から再デビュー。2009年から2010年にかけて小学館のウェブコミック配信サイト「モバMAN」で『処女霊』を連載。2012年から週刊少年サンデーで『正しいコドモの作り方!』の原作を担当するとともに、ウェブコミックのCOMIC メテオでも『俺が童貞を捨てたら死ぬ件について』の原作を務めたのち、2015年から2017年にかけては漫画家として『宙のアポリア』を連載した。

## 作品

### 漫画
- 処女霊
- 宙のアポリア

### 原作
- 正しいコドモの作り方!（作画：黒田高祥）
- 俺が童貞を捨てたら死ぬ件について（作画：若林裕介）